# Floyd Pepper
Sgt. Floyd Pepper is een handpop uit de Brits/Amerikaanse poppenserie The Muppet Show. Hij is een hippie-achtig figuur met een lila huidskleur en lang oranjekleurig haar, gedragen in een paardenstaart. Een opmerkelijke uiterlijke eigenschap is dat hij twee lege oogkassen heeft. Meestal heeft hij een groene legerpet op zijn hoofd en draagt hij een rood uniform met epauletten op de schouders en goudkleurige, ornamentele knopen. Hij is de begeleider van Animal, de drummer van Dr. Teeth and the Electric Mayhem: de rockband waarvan hij zelf de basgitarist is.
Zijn naam verwijst zowel naar de Britse groep Pink Floyd, als naar de titel van het beroemde Beatles-album Sgt. Pepper's Lonely Hearts Club Band. Floyds jack is vrijwel identiek aan een jack dat op de hoes van dit album staat afgebeeld. Zijn huidskleur - pink in het Engels - is ook een toespelling op Pink Floyd.
Zijn stem en het poppenspel werden sinds het eerste optreden van Floyd Pepper, in The Muppet Show: Sex and Violence (1975), verzorgd door Jerry Nelson. Nadat Nelson in de jaren 2000 stopte met werken, is de pop nog enkele keren door zijn collega John Kennedy gespeeld. In 2008 nam Matt Vogel het karakter definitief over en speelt hem sindsdien.
De Nederlandse stem van Floyd Pepper is Florus van Rooijen in The Muppets, Muppets Most Wanted, Muppets Now en Muppets Haunted Mansion.